# Герб Камбоджи
Королевский герб Камбоджи — символ камбоджийской монархии. Он существовал в близком к его сегодняшней форме виде со времени учреждения независимого Королевства Камбоджа в 1953 году. Является символом правящего монарха Камбоджи.

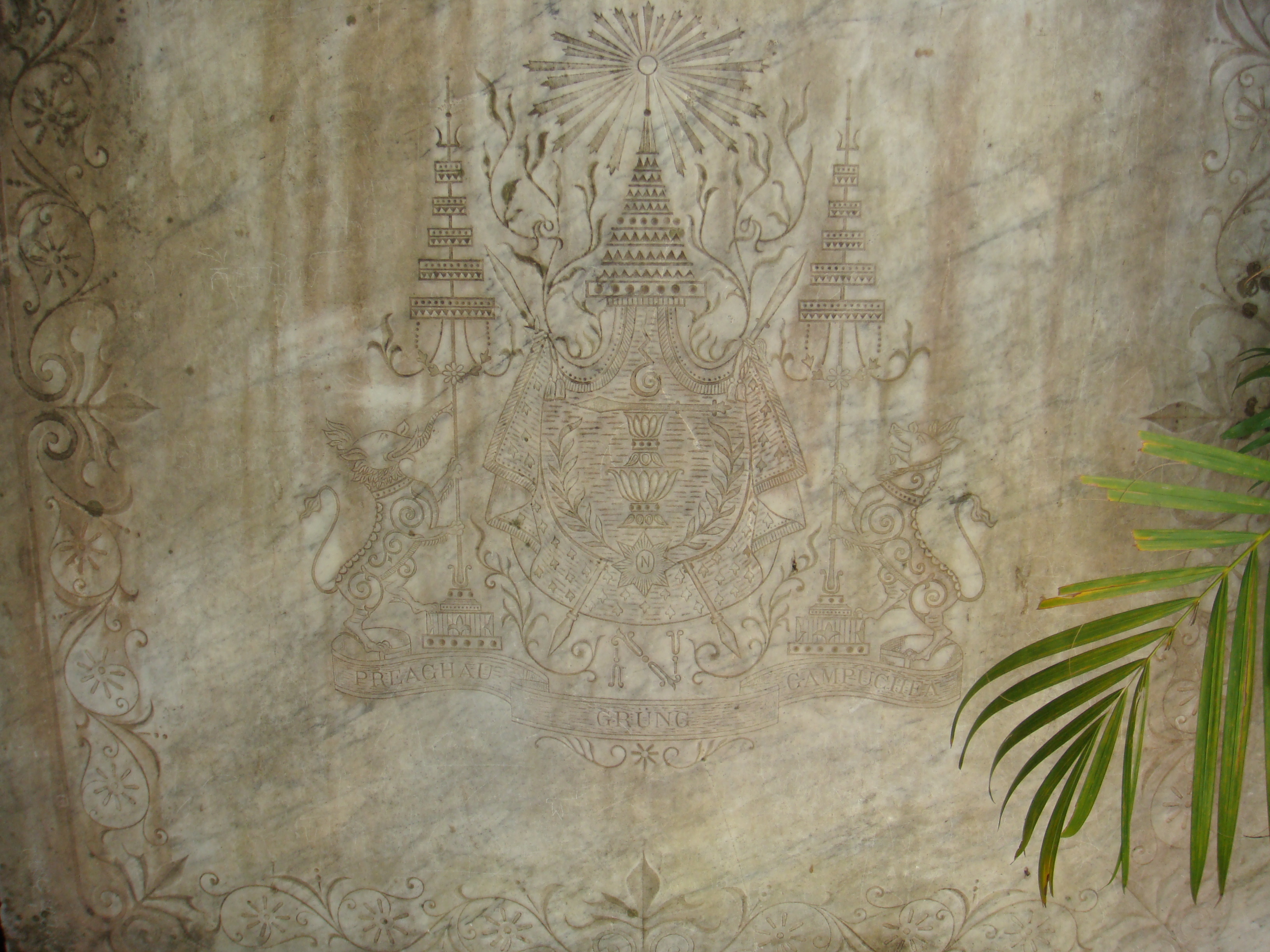
Герб Камбоджи в камне

На гербе изображены лев с хоботом слона (гаджасингха) и лев-сингха, стоящие на задних лапах. В своих передних лапах животные держат два пятиярусных зонтика. Между ними находится королевская корона Камбоджи с лучом света в вершине. Под короной на пьедестале находятся меч, над которым расположен кхмерский символ (Aum). На кхмерских надписях на ленте у основания герба написано: preăh chau krŏng Kămpŭchéa (Король Королевства Камбоджа).

## Герб Демократической Кампучии
Герб Демократической Кампучии: символ плаката майских выступлений молодёжи 1968 года, созданный l’Atelier Populaire («Народной мастерской») в Школе изящных искусств в Париже, вид гидроэлектростанции, воды которой орошают рисовые поля, соцветия риса по бокам, формирующие овальную структуру герба, связанные красной лентой, с надписью «Демократическая Кампучия» на кхмерском языке.
Этот герб создан в традиции социалистической геральдики, что ясно указывает на социалистическую ориентацию государства.

Герб Камбоджи 1935 г.
Герб Кхмерской Республики 1970-1975
1975-1979
1979-1981
1981-1989
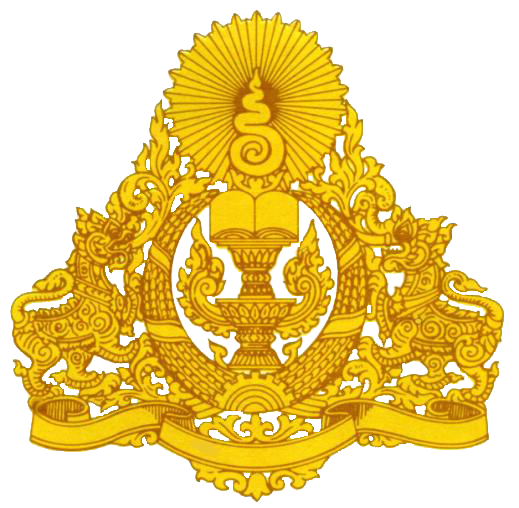
Герб Коалиционного правительства Демократической Кампучии
1989-1991
1991-1993